# Headland
Headland is een plaats (city) in de Amerikaanse staat Alabama, en valt bestuurlijk gezien onder Henry County.

## Demografie
Bij de volkstelling in 2000 werd het aantal inwoners vastgesteld op 3523.
In 2006 is het aantal inwoners door het United States Census Bureau geschat op 3820, een stijging van 297 (8,4%).

## Geografie
Volgens het United States Census Bureau beslaat de plaats een oppervlakte van
41,5 km², geheel bestaande uit land. Headland ligt op ongeveer 116 m boven zeeniveau.

## Plaatsen in de nabije omgeving
De onderstaande figuur toont de plaatsen in een straal van 16 km rond Headland.